# 德塔耶島

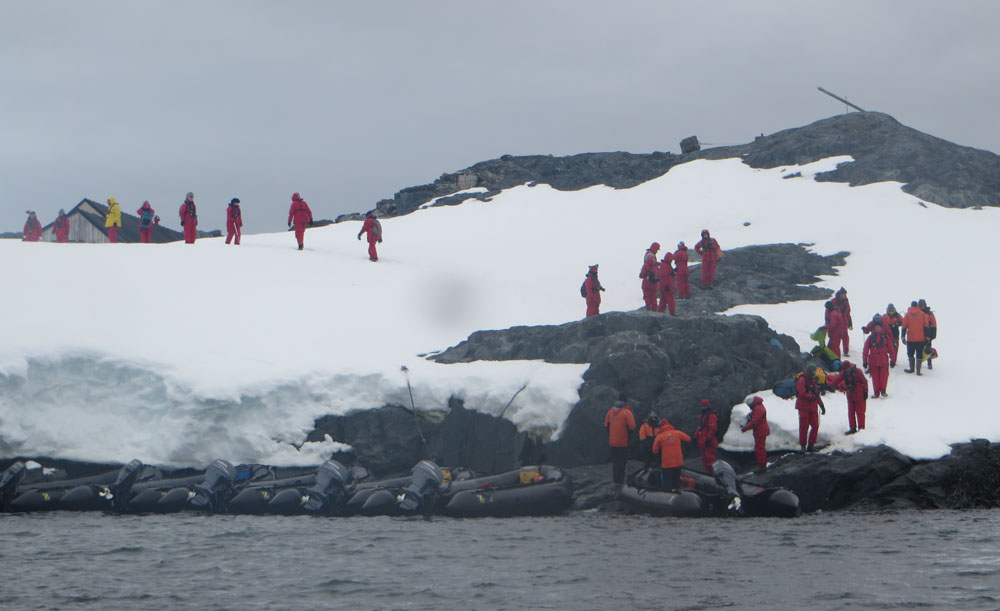
德塔耶岛风光

66°52′S 66°48′W / 66.867°S 66.800°W
德塔耶島（英語：Detaille Island）是南極洲的島嶼，位於南極半島西面的南冰洋海域，長0.85公里、寬0.35公里，該島在1908年至1910年期間由法國極地科學家發現，島上無人居住。